# Punta Ala e Isolotto dello Sparviero
Punta Ala e Isolotto dello Sparviero este o arie protejată (arie specială de conservare — SAC, sit de importanță comunitară — SCI) din Italia întinsă pe o suprafață de 337 ha, integral pe uscat.

## Localizare
Centrul sitului Punta Ala e Isolotto dello Sparviero este situat la coordonatele 42°47′12″N 10°46′35″E / 42.786667°N 10.776389°E.

## Înființare
Situl Punta Ala e Isolotto dello Sparviero a fost declarat sit de importanță comunitară în iunie 1995 pentru a proteja 9 specii de animale. Situl a fost protejat și ca arie specială de conservare în decembrie 2016.

## Biodiversitate
Situată în ecoregiunea mediteraneană, aria protejată conține 7 habitate naturale: Pseudostepă cu ierburi și specii anuale de Thero-Brachypodietea, Păduri de Quercus ilex și Quercus rotundifolia, Faleze cu vegetație de Limonium spp. endemic de pe coastele mediteraneene, Matorral arborescenți cu Juniperus spp., Tufărișuri termo-mediteraneene și de pre-deșert, Formațiuni scunde de Euphorbia în apropierea falezelor, Tufărișuri halo-nitrofile (Pegano-Salsoletea).
La baza desemnării sitului se află mai multe specii protejate:
- păsări (6): caprimulg (Caprimulgus europaeus), șoim călător (Falco peregrinus), vânturel roșu (Falco tinnunculus), ciuf-pitic (Otus scops), Phalacrocorax aristotelis, Tachymarptis melba
- nevertebrate (2): Euplagia quadripunctaria, rădașcă (Lucanus cervus)
- reptile (1): Euleptes europaea

Pe lângă speciile protejate, pe teritoriul sitului au mai fost identificate 2 specii de plante, 1 specie de amfibieni, 5 specii de nevertebrate, 3 specii de reptile.